# Valley Springs (Arkansas)
Pour les articles homonymes, voir Valley Springs.
Valley Springs est une municipalité américaine située dans le comté de Boone en Arkansas.
La localité est d'abord appelée Twin Springs (« sources jumelles ») en référence à deux sources jaillissant dans cette petite vallée des monts Ozarks. Selon le recensement de 2010, Valley Springs compte 183 habitants. La municipalité s'étend sur 0,53 milles carrés (1,37 km2).
L'école de Valley Springs est inscrite au Registre national des lieux historiques, en particulier le bâtiment Old Main construit en 1941 par la Work Projects Administration dans un style Arts & Crafts.

## Démographie
| 1980 | 1990 | 2000 | 2010 | - | - |
| ---- | ---- | ---- | ---- | - | - |
| 190  | 200  | 167  | 183  | - | - |